# أنبوب تجفيف

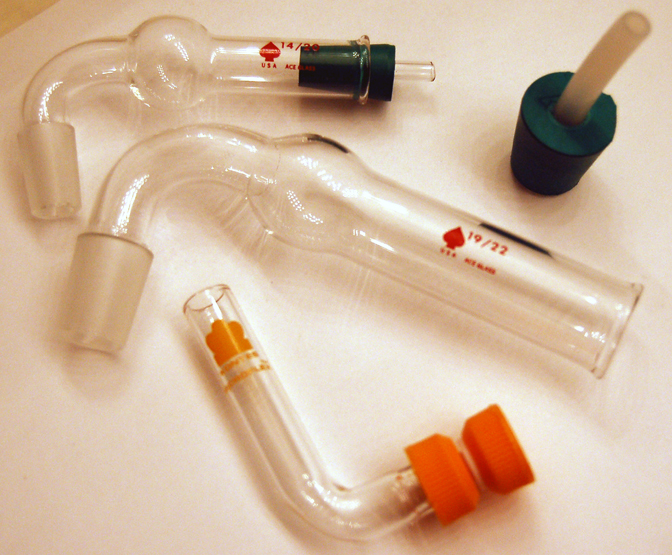
مجموعة متنوعة من أنابيب التجفيف الزجاجية الفارغة. عندما تستخدم، يتم تعبئتها بمادة مجففة وهي في العادة كلوريد الكالسيوم

أنبوب التجفيف أو الأنبوبة الحارسة  هي عبارة عن قطعة من الجهاز تشبه الأنبوب وتستخدم لتسكين مادة مجففة صلبة تستعمل لمرة واحدة، حيث ينتهي أحد أطراف التركيب الأنبوبي الشكل بوصلة زجاجية قاعدية حيث تستخدم في توصيل الأنبوبة المجففة بوعاء التفاعل بغرض الحفاظ على وعاء التفاعل خالي من الرطوبة.
هذا التركيب الأنبوبي الشكل غالباً ما يكون محني أو مقوس ويمكن توسيعه أيضاً من أجل تكوين انتفاخ (خزان للمادة المجففة). وعادة ما تكون الأنبوبة المجففة ذات عرض 1 – 2 سم، وطول 5 – 10 سم وتنحني عند زاوية مقدارها حوالي 90 درجة. وعند الاستخدام، يتم ملأ الأنبوبة المجففة بمادة مجففة قابلة لإعادة الشحن أو التعبئة مثل كلوريد الكالسيوم، ويتم غلق الطرف المفتوح للأنبوبة المجففة جزئياً (على سبيل المثال : باستخدام الصوف، الصوف الزجاجي أو سدادة كالفلين التي تكون مزودة بثقب صغير)، ومن ثم يتم توصيل الأنبوبة المجففة بالجهاز للحفاظ عليه جافاً عبر الوصلة الزجاجية القاعدية. وإذا تم ثني الأنبوبة المجففة، يتم توجيه الانحناء أو الالتواء بحيث لا تسقط المادة المجففة الصلبة داخل وعاء التفاعل. بعض الأنابيب المجففة تكون مزودة بلبيدة زجاجية لمنع سقوط المادة المجففة في وعاء التفاعل. وعادة ما يتم إعداد الأنابيب المجففة مقدماً ويمكن الاستعاضة عن المادة المجففة عندما تستنفذ.
التفاعلات التي يتم تسخينها أو التي تنتج الغازات لا يجب إغلاقها بإحكام أبداً وذلك لأن الضغط المتزايد قد يحطم وعاء التفاعل. وعادة ما يتم تركيب الأنابيب المجففة علي قمة المكثف الارتجاعي، مما يسمح بتخفيف الضغط أثناء استبعاد رطوبة الغلاف الجوي.
غالباً ما يتم استخدام الأنابيب المجففة في تطبيقات أقل تطلباً، عادة في عمليات التخليق العضوي. ومن الأمثلة الجيدة على ذلك تفاعل فولتز. بينما يتم إجراء التفاعل في كثير من الأحيان عند درجة حرارة الغرفة، فإن المذيبات المتمثلة عادة في ثنائي إيثيل الإيثر أو رباعي هيدروفيوران تكون بالفعل قادرة على إزاحة الهواء مباشرة مما يجعل إتخاذ تدابير إضافية لاستبعاد رطوبة الغلاف الجويأقل أهمية.
فوارات أو مستودعات الزيت قد تمثل بديلاً مفيداً. وفي هذه الحالة، يتم السماح للغازات بأن تهرب ولكن لا يسمح للهواء بالدخول لأن الفوار أو المستودع يكون بمثابة صمام إحادي الاتجاه. ويمكن لفوارات الزيت أن تتحمل انخفاض الضغط في وعاء التفاعل. ويتم سحب الزيت إلى داخل حوض تجميعي بدلاً من الهواء. ومع ذلك، إذا أصبح الضغط داخل وعاء التفاعل منخفضا جداً، فقد يتم سحب الزيت إلى داخل وعاء التفاعل، مما يؤدي إلى تلويثه.
وللحصول على المزيد من التطبيقات المطلوبة، قد يتم استخدام خط شلينك أو صندوق القفازات لتوفير غلاف جوي جاف من الغازات الخاملة مثل الأرجون أو النيتروجين.